# Devagiri, Haveri
Devagiri là một làng thuộc tehsil Haveri, huyện Haveri, bang Karnataka, Ấn Độ.